# قياس وسائل التواصل الاجتماعي
قياس وسائل التواصل الاجتماعي، والذي يطلق عليه أيضًا التحكم في وسائل التواصل الاجتماعي، هو ممارسة إدارية لتقييم اتصالات وسائل التواصل الاجتماعي الناجحة للعلامات التجارية أو الشركات أو المنظمات الأخرى.
يمكن قياس مؤشرات الأداء الرئيسية من خلال استخلاص المعلومات من قنوات التواصل الاجتماعي ،  مثل المدونات أو مواقع ويكي أو المدونات الصغيرة مثل تويتر أو مواقع الشبكات الاجتماعية أو مواقع مشاركة الفيديو و الصور و منتديات الإنترنت من وقت لآخر. يستخدم أيضًا من قِبل الشركات لقياس الاتجاهات الحالية في الصناعة. أولًا تقوم العملية بجمع البيانات من مواقع الويب المختلفة ثم يتم إجراء التحاليل بناءًا على مقاييس مختلفة مثل الوقت الذي تقضيه في الصفحة،و معدل النقر فوق، ومشاركة المحتوى والتعليقات و تحليل النص لمعرفة الايجابيات والسلببيات حول العلامات التجارية.
تبدأ عملية قياس وسائل التواصل الاجتماعي بتحديد هدف يجب تحقيقه وتحديد النتيجة المتوقعة للعملية. تختلف النتيجة المتوقعة حسب الهدف وعادة ما يتم قياسها من خلال مجموعة متنوعة من المقاييس. يلي ذلك تحديد الاستراتيجيات الاجتماعية الممكنة لاستخدامها لتحقيق الهدف. ثم الخطوة التالية هي تصميم استراتيجيات لاستخدامها وإعداد أدوات التكوين التي تسهل عملية جمع البيانات. في الخطوة التالية ، يتم نشر الاستراتيجيات والأدوات في الوقت الفعلي. تتضمن هذه الخطوة إجراء اختبارات ضمان الجودة للطرق المستخدمة لجمع البيانات. وفي الخطوة الأخيرة ، يتم تحليل البيانات التي تم جمعها من النظام وإذا دعت الحاجة ، يتم تنقيحها في وقت التشغيل لتحسين المنهجيات المستخدمة. الخطوة الأخيرة تضمن أن تكون النتيجة التي تم الحصول عليها أكثر توافقًا مع الهدف المحدَّد في الخطوة الأولى.

## اكتساب البيانات
يتطلب الحصول على البيانات من وسائل التواصل الاجتماعي استكشاف مشاركة المستخدمين والسكان بغرض استرداد وجمع العديد من أنواع البيانات (على سبيل المثال: التعليقات والتنزيلات وما إلى ذلك). هناك العديد من الأساليب السائدة للحصول على البيانات مثل تحليل حركة مرور الشبكة والتطبيق المخصص وعن طريق زاحف الشبكة.
تحليل حركة مرور الشبكة - تحليل حركة مرور الشبكة هو عملية التقاط حركة مرور الشبكة ومراقبتها عن كثب لتحديد ما يحدث في الشبكة. يتم القيام به في المقام الأول لتحسين الأداء والأمن والإدارة العامة الأخرى للشبكة. بغض النظر عن القلق بشأن الضرر المحتمل للخصوصية على الإنترنت ، فإن تحليل حركة مرور الشبكة مقيد دائمًا من قِبَل الحكومة. علاوة على ذلك ، الروابط عالية السرعة غير قابلة للتكيف مع تحليل حركة المرور بسبب مشكلة التحميل الزائد المحتملة وفقًا لآلية استنشاق الحزمة.”لا يوجد رابط"
التطبيق المخصص - التطبيق المخصص هو نوع من التطبيقات التي توفر الخدمات والألعاب لمستخدمي الشبكات الاجتماعية من خلال تطوير واجهات برمجة التطبيقات التي تقدمها شركات الشبكات الاجتماعية (منصة مطوري فيسبوك). تسمح البنية التحتية للتطبيق المخصص للمستخدم بالتفاعل مع طبقة الواجهة بدلا من خوادم التطبيقات. توفر واجهة برمجة التطبيقات مسارًا للتطبيق للقدرة على الوصول إلى المعلومات بعد تسجيل دخول المستخدم. أيضًا ، يختلف حجم مجموعة البيانات التي تم جمعها باختلاف شعبية منصة التواصل الاجتماعي، أي أن منصات التواصل الاجتماعي التي تحتوي على عدد كبير من المستخدمين سيكون لديها بيانات أكثر من المنصات التي تحتوي على قاعدة مستخدمين أقل. القشط هو عملية تجمع فيها واجهات برمجة التطبيقات البيانات عبر الإنترنت من وسائل التواصل الاجتماعي. البيانات التي تم جمعها من القشط في شكل خام. ومع ذلك، فإن الوصول إلى هذا النوع من البيانات أمر صعب بعض الشيء بسبب قيمته التجارية.
زاحف الشبكة: هو عملية يقوم فيها زاحف الويب بإنشاء فهارس لجميع الكلمات الموجودة في صفحة الويب ، وتخزينها ، ثم تتبع جميع الارتباطات التشعبية والفهارس في تلك الصفحة ثم تخزينها مرة أخرى. تعرف بأنها التقنية الأكثر شيوعًا للحصول على البيانات وهي معروفة أيضًا بسهولة تشغيلها استنادًا إلى لغة البرمجة الشيئية السائدة (جافا أو بايثون وما إلى ذلك). والأهم من ذلك ، أن شركات الشبكات الاجتماعية (يوتيوب ، فليكر ، فيسبوك ، انستجرام ، إلخ) صديقة لتقنيات الزحف من خلال توفير واجهات برمجة التطبيقات العامة.

## الاستخدامات

### العلامات التجارية
تسمح مراقبة وسائل التواصل الاجتماعي للباحثين بالعثور على رؤى حول الرؤية العامة للعلامة التجارية على وسائل التواصل الاجتماعي ، وقياس تأثير الحملات ، وتحديد فرص المشاركة ، وتقييم نشاط المنافسين ومشاركة الصوت ، والكشف عن الأزمات الوشيكة. يمكن أن يوفر أيضًا معلومات قيمة حول الاتجاهات الناشئة وما يفكر فيه المستهلكون والعملاء حول مواضيع أو علامات تجارية أو منتجات محددة. هذا عمل قطاع عريض من المجموعات التي تشمل باحثي السوق وموظفي العلاقات العامة وفِرَقْ التسويق والمشاركة الاجتماعية وموظفي المجتمع والوكالات وفِرَقْ المبيعات. طوَّر العديد من مقدِّمي الخدمات المختلفين أدوات لتسهيل مراقبة مجموعة متنوعة من قنوات التواصل الاجتماعي - من التدوين إلى الفيديو عبر الإنترنت إلى منتديات الإنترنت. يتيح ذلك للشركات تتبع ما يقوله المستهلكون عن علاماتهم التجارية وأفعالهم. يمكن للشركات بعد ذلك الرد على هذه المحادثات والتفاعل مع المستهلكين من خلال منصات التواصل الاجتماعي.

### العمل الحكومي
بصرف النظر عن التطبيقات التجارية ، أصبحت مراقبة وسائل التواصل الاجتماعي تقنية منتشرة تطبقها المنظمات العامة والحكومات. تعتبر المراقبة تقليدًا في القطاع العام ، وتوفر مراقبة وسائل التواصل الاجتماعي نهجًا في الوقت الفعلي لاكتشاف التطورات الاجتماعية والاستجابة لها. أصبحت الحكومات تدرك الآن أهمية الحاجة إلى استراتيجيات للتعامل مع المفاجآت الناجمة من التوسع السريع في القضايا العامة. قدَّمَ سوبكوفيتش إطارًا مكونًا من ثلاث مجموعات لتتبع آراء وسائل التواصل الاجتماعي والمحاكاة والتنبؤ. ،تشمل:
١- الكشف في الوقت الفعلي عن العواطف والموضوعات والآراء.
٢- نمذجة تدفق المعلومات والمحاكاة القائمة على الوكيل
٣- نمذجة شبكات الرأي
قدم بيكرز تطبيق مراقبة وسائل التواصل الاجتماعي في هولندا. [ بحاجة إلى اقتباس للتحقق ] بدأت المنظمات العامة في هولندا (مثل مصلحة الضرائب ووزارة التعليم ) في استخدام مراقبة وسائل التواصل الاجتماعي للحصول على رؤى أفضل حول مشاعر الفئات المستهدفة. من ناحية أخرى ، سيتم تمكين القطاع العام من تقديم إجابات فعالة وفي الوقت المناسب للجمهور باستخدام تقنيات مراقبة وسائل التواصل الاجتماعي ، ولكن من ناحية أخرى ، سيتعين عليهم أيضًا التعامل مع المخاوف المتعلقة بالمسائل الأخلاقية مثل الشفافية و الخصوصية.

## قياس وسائل التواصل الاجتماعي
برنامج إدارة الوسائط الاجتماعية (SMMS)، برنامج تطبيقي يسهل قدرة المنظمة على المشاركة بنجاح في وسائل التواصل الاجتماعي عبر قنوات الاتصال المختلفة. يُستخدَم SMMS لمراقبة المحادثات الواردة والصادرة ، ودعم تفاعل العملاء ، والتدقيق أو توثيق مبادرات التسويق الاجتماعي وتقييم فائدة وجود وسائل التواصل الاجتماعي.
قد يكون من الصعب قياس جميع محادثات وسائل التواصل الاجتماعي. نظرًا لإعدادات الخصوصية وغيرها من المشكلات ، لا يمكن العثور على جميع محادثات الوسائط الاجتماعية والإبلاغ عنها بواسطة أدوات المراقبة. ومع ذلك ، في حين أن مراقبة وسائل التواصل الاجتماعي لا يمكن أن تعطي أرقامًا مطلقة ، إلا أنها قد تكون مفيدة للغاية في تحديد الاتجاهات والقياس ، إضافةً إلى الاستخدامات المذكورة أعلاه. يمكن لهذه النتائج ، بدورها أن تؤثر وتشكِّل قرارات الأعمال المستقبلية.
من أجل الوصول إلى بيانات الوسائط الاجتماعية (المنشورات والتغريدات والبيانات الوصفية) ولتحليل وسائل التواصل الاجتماعي ومراقبتها ، تستخدم العديد من الشركات تقنيات البرامج المخصَّصة للأعمال.

## إنشاء المحتوى المستند إلى الموقع
تسمح معظم وسائل التواصل الاجتماعي للمستخدمين بإضافة موقع إلى منشوراتهم (قم بمراجعة جميع خلاصاتنا). يمكن تصنيف الموقع إما على أنه "في الموقع" أو "حول الموقع". يمكن تعريف "خدمات في الموقع" على أنها خدمات يتم فيها إنشاء المحتوى المستند إلى الموقع في الموقع الجغرافي. يمكن تعريف خدمات" حول الموقع "على أنها خدمات تشير إلى موقع معين ولكن ليس من الضروري إنشاء المحتوى في هذا المكان المادي المحدد. المعلومات المضافة المتوفرة من المنشورات التي تم وضع علامات جغرافية عليها (رابط لمقالة وضع علامات جغرافية) تعني أنه يمكن عرضها على الخريطة. هذا يوضِّح أنه يمكن استخدام الموقع كبداية للبحث في وسائل التواصل الاجتماعي بدلاً من الكلمة الرئيسية أو علامة تصنيف. هذا له آثار كبيرة على الإغاثة في حالات الكوارث ، ومراقبة الأحداث ، والمتخصصين في السلامة والأمن لأن جزءًا كبيرًا من عملهم مرتبط بتتبع ومراقبة مواقع محددة.

## التقنيات المستخدمة
تستخدم منصات المراقبة المختلفة تقنيات مختلفة لرصد وقياس وسائل التواصل الاجتماعي. قد يتصل موفرو التكنولوجيا بواجهة برمجة التطبيقات التي توفرها المنصات الاجتماعية التي تم إنشاؤها لمطوري الجهات الخارجية لتطوير تطبيقاتهم وخدماتهم التي تصل إلى البيانات. واجهة برمجة تطبيقات الرسم البياني على فيسبوك تعتبر من إحدى واجهات برمجة التطبيقات التي يمكن أن تتصل بها منتجات حلول مراقبة وسائل التواصل الاجتماعي لسحب البيانات منها. تستخدم بعض شركات مراقبة وتحليل وسائل التواصل الاجتماعي مكالمات مزودي البيانات في كل مرة يقوم فيها المستخدم النهائي بتطوير الاستعلامات. سيقوم الآخرون أيضًا بتخزين وفهرسة المنشورات الاجتماعية لتقديم البيانات التاريخية لعملائهم .
تستخدم شركات المراقبة الإضافية برامج زاحف الشبكة وتقنية العنكبوت للعثور على مراجع الكلمات الرئيسية. (أنظر أيضًا: التحليل الدلالي ، معالجة اللغة الطبيعية ). التنفيذ الأساسي يتضمَّن تنسيق البيانات من وسائل التواصل الاجتماعي على نطاق واسع وتحليل النتائج لجعلها منطقية.

## أنظر أيضاً
- ذكاء وسائل الإعلام
- رصد وسائل الإعلام
- تحليلات وسائل التواصل الاجتماعي
- ذكاء وسائل التواصل الاجتماعي